# Неживенко, Павел Гурьевич
Павел Гурьевич Неживенко (1923—1945) — Гвардии старший лейтенант Рабоче-крестьянской Красной Армии, участник Великой Отечественной войны, Герой Советского Союза (1945).

## Биография
Павел Неживенко родился в 1923 году в селе Оськино (ныне — Хохольский район Воронежской области). Окончил пять классов в родном селе, затем десятилетку в земской школе, с. Малышево, Воронеж. Член ВЛКСМ с 1941 года. 1 июля 1941 года Неживенко был призван на службу в Рабоче-крестьянскую Красную Армию. В 1942 году он окончил Орловское танковое училище. С июня по август 1942 года — на фронтах Великой Отечественной войны воевал командиром танка в Майкопской танковой бригаде. В боях был тяжело ранен.
К концу января 1945 года гвардии старший лейтенант Павел Неживенко командовал ротой 50-й гвардейской танковой бригады 9-го гвардейского танкового корпуса 2-й гвардейской танковой армии 1-го Белорусского фронта. К тому времени он лично уничтожил 10 артиллерийских орудий, 2 танка, 7 БТР, около 10 батарей миномётов, около 200 подвод с грузами, более 500 солдат и офицеров противника.
Указом Президиума Верховного Совета СССР от 27 февраля 1945 года за «мужество и героизм, проявленные в Висло-Одерской операции» гвардии старший лейтенант Павел Неживенко был удостоен высокого звания Героя Советского Союза. Орден Ленина и медаль «Золотая Звезда» он получить не успел, так как 5 марта 1945 года Неживенко погиб в бою за город Наугард (ныне — Новогард). Похоронен в Новогарде.
Был также награждён орденом Красного Знамени и  медалью За оборону Кавказа.